# Campionati canadesi di sci alpino 2020
I Campionati canadesi di sci alpino 2020 si sono svolti a Panorama dal 22 al 25 novembre; il programma ha incluso gare di discesa libera, slalom gigante e slalom speciale, tutte sia maschili sia femminili. La manifestazione era originariamente in programma nella medesima località tra il 19 e il 28 marzo, ma era stata annullata a causa alla pandemia di COVID-19.
Trattandosi di competizioni valide anche ai fini del punteggio FIS, vi hanno potuto partecipare anche sciatori di altre federazioni, senza che questo consentisse loro di concorrere al titolo nazionale canadese. 

## Risultati

### Uomini

#### Discesa libera
| Pos. | Atleta             | Nazione | Tempo   |
| ---- | ------------------ | ------- | ------- |
| 1    | Cameron Alexander  | Canada  | 1:26,53 |
| 2    | Kyle Alexander     | Canada  | 1:26,67 |
| 3    | Broderick Thompson | Canada  | 1:26,77 |
| 4    | Sam Mulligan       | Canada  | 1:26,96 |
| 5    | Brodie Seger       | Canada  | 1:27,14 |
| 6    | James Crawford     | Canada  | 1:27,21 |
| 7    | Jeffrey Read       | Canada  | 1:27,49 |
| 8    | Benjamin Thomsen   | Canada  | 1:27,55 |
| 9    | Aidan Marler       | Canada  | 1:28,40 |
| 10   | Tait Jordan        | Canada  | 1:28,48 |

Data: 25 novembre

#### Slalom gigante
| Pos. | Atleta             | Nazione | Tempo   |
| ---- | ------------------ | ------- | ------- |
| 1    | Riley Seger        | Canada  | 2:02,84 |
| 2    | Liam Wallace       | Canada  | 2:03,05 |
| 3    | Brodie Seger       | Canada  | 2:03,43 |
| 4    | James Crawford     | Canada  | 2:04,15 |
| 5    | Nathan Romanin     | Canada  | 2:05,10 |
| 6    | Jamie Casselman    | Canada  | 2:05,21 |
| 7    | Broderick Thompson | Canada  | 2:05,24 |
| 8    | Étienne Mazellier  | Canada  | 2:05,41 |
| 9    | Cameron Alexander  | Canada  | 2:05,55 |
| 10   | Keegan Sharp       | Canada  | 2:05,68 |

Data: 23 novembre

#### Slalom speciale
| Pos. | Atleta               | Nazione | Tempo   |
| ---- | -------------------- | ------- | ------- |
| 1    | Simon Fournier       | Canada  | 1:44,46 |
| 2    | Liam Wallace         | Canada  | 1:45,84 |
| 3    | Kyle Alexander       | Canada  | 1:46,23 |
| 4    | Jamie Casselman      | Canada  | 1:46,45 |
| 5    | Logan Dunn           | Canada  | 1:46,56 |
| 6    | Keegan Sharp         | Canada  | 1:46,71 |
| 7    | Sam Mulligan         | Canada  | 1:47,76 |
| 8    | Riley Seger          | Canada  | 1:48,15 |
| 9    | Étienne Mazellier    | Canada  | 1:48,47 |
| 10   | Zachary Temertzoglou | Canada  | 1:48,66 |

Data: 22 novembre

### Donne

#### Discesa libera
| Pos. | Atleta               | Nazione | Tempo   |
| ---- | -------------------- | ------- | ------- |
| 1    | Ella Renzoni         | Canada  | 1:31,08 |
| 2    | Alice Marchessault   | Canada  | 1:31,32 |
| 3    | Katrina Van Soest    | Canada  | 1:31,55 |
| 4    | Sarah Bennett        | Canada  | 1:31,96 |
| 5    | Ashley Campbell      | Canada  | 1:32,19 |
| 6    | Sophie-Anne Robinson | Canada  | 1:33,94 |
| 7    | Emma Gosselin        | Canada  | 1:34,16 |

Data: 25 novembre

#### Slalom gigante
| Pos. | Atleta              | Nazione | Tempo   |
| ---- | ------------------- | ------- | ------- |
| 1    | Cassidy Gray        | Canada  | 2:07,48 |
| 2    | Justine Clement     | Canada  | 2:08,57 |
| 3    | Justine Lamontagne  | Canada  | 2:09,37 |
| 4    | Sarah Bennett       | Canada  | 2:09,49 |
| 5    | Stephanie Currie    | Canada  | 2:11,19 |
| 6    | Caroline Beauchamp  | Canada  | 2:11,20 |
| 7    | Frédérique Cardinal | Canada  | 2:11,49 |
| 8    | Alice Marchessault  | Canada  | 2:11,85 |
| 9    | Mika-Anne Reha      | Canada  | 2:12,06 |
| 10   | Katrina Van Soest   | Canada  | 2:12,51 |

Data: 23 novembre

#### Slalom speciale
| Pos. | Atleta             | Nazione | Tempo   |
| ---- | ------------------ | ------- | ------- |
| 1    | Justine Clement    | Canada  | 1:51,30 |
| 2    | Justine Lamontagne | Canada  | 1:53,24 |
| 3    | Sarah Bennett      | Canada  | 1:53,35 |
| 4    | Cassidy Gray       | Canada  | 1:56,36 |
| 5    | Stephanie Currie   | Canada  | 1:54,04 |
| 6    | Brianna Macdonald  | Canada  | 1:54,62 |
| 7    | Alice Marchessault | Canada  | 1:54,73 |
| 8    | Mika-Anne Reha     | Canada  | 1:54,79 |
| 9    | Ashley Campbell    | Canada  | 1:55,90 |
| 10   | Alyssa Hill        | Canada  | 1:55,92 |

Data: 22 novembre